# 傑作機シリーズ
傑作機シリーズ（けっさくきシリーズ）は、タミヤが発売している1/48スケールの軍用機のプラモデルシリーズ。

## 概要
「傑作機シリーズ」は、タミヤ（当時は「田宮模型」）の軍用機プラモデルシリーズとして、1963年6月にスタートした。
第1弾は1/50スケールの「零式艦上戦闘機52型」で、1967年までに旧日本陸海軍機11点が1/50スケールで発売された。1971年1月発売のホーカー・シドレー ハリアーからスケールを1/48に変更して再スタートを切り、現在までに100点を超える製品が発売されている。初期の1/50スケールの製品は1977年までに全て生産を終了したが、一部はその後も何度か数量限定での再生産が行われている。

## 1/48 傑作機シリーズの一覧
1. 日本海軍 零式艦上戦闘機52型（1/50）
2. 日本海軍 局地戦闘機 紫電改（1/50）
3. 日本海軍 局地戦闘機 雷電（1/50）
4. 日本海軍 零式戦闘爆撃機63型（1/50）
5. 日本陸軍 二式戦闘機II型乙 鐘馗（1/50）
6. 日本陸軍 三式戦闘機II型改 飛燕 キ-61（1/50）
7. 日本陸軍 一式戦闘機III型甲 隼（1/50）
8. 日本陸軍 五式戦闘機I型甲（1/50）
9. 日本海軍 艦上偵察機 彩雲 (C6N1)（1/50）
10. 日本海軍 九九式艦上爆撃機 (D3A1)（1/50）
11. 日本海軍 零式水上観測機 (F1M2)（1/50）
12. ホーカーシドレー ハリアー
13. 日本陸軍 四式戦闘機キ-84 I型甲 疾風
14. 川崎ヒューズ H-500 民間型
15. ヒューズ OH-6 カイユース 軍用型
16. 日本海軍 零式艦上戦闘機21型（A6M2）
17. 日本海軍 二式水上戦闘機（A6M2-N）
18. 日本海軍 局地戦闘機 雷電21型（J2M3）
19. ブリュースター F2A-2 バッファロー
20. アブロ ランカスター BI /BIII
21. アブロ ランカスター ダムバスター/グランドスラムボマー
22. F-16 エア・コンバットファイター
23. フェアチャイルド A-10A
24. F-15A イーグル
25. 日本海軍 零式艦上戦闘機32型（A6M3）
26. イギリス海軍 シーハリアー FRS.1
27. 日本海軍 零式艦上戦闘機52型丙（A6M5c）
28. フェアチャイルド・リパブリック A-10A サンダーボルトII
29. マクダネル・ダグラス F-15C イーグル
30. 航空自衛隊 F-15J イーグル
31. ブリュースター F2A-2 バッファロー
32. スーパーマリン スピットファイア Mk.I
33. スーパーマリン スピットファイア Mk.Vb
34. グラマン F4F-4 ワイルドキャット
35. スーパーマリン スピットファイア Mk.Vb TROP.
36. 川西水上戦闘機 強風11型
37. フォッケウルフ Fw190A-3
38. 川西局地戦闘機 紫電11型甲
39. フォッケウルフ Fw190F-8
40. ノースアメリカン P-51D マスタング
41. フォッケウルフ Fw190D-9
42. ノースアメリカン P-51B マスタング
43. ミグ15
44. ノースアメリカン F-51D マスタング（朝鮮戦争仕様）
45. 百式司令部偵察機III型
46. チャンスボート F4U-1/2 バードケージ コルセア
47. ノースアメリカン RAF マスタングIII
48. デヴォアティーヌ D.520
49. 三菱 一式陸上攻撃機11型 G4M1
50. メッサーシュミット Bf109E-3
51. グロスター ミーティア F.1
52. V-1（フィーゼラ Fi103）
53. ブリストル ボーファイター Mk.VI
54. 愛知 M6A1 晴嵐
55. ダグラス F4D-1 スカイレイ
56. 百式司偵III型改造防空戦闘機
57. ハインケル He219A-7 ウーフー
58. ダグラス A-1H スカイレーダー
59. ロッキード F-117A ナイトホーク
60. リパブリック F-84G サンダージェット
61. ヴォート F4U-1D コルセア
62. デ・ハビランド モスキート FB Mk.VI /NF Mk.II
63. メッサーシュミット Bf109E-4/7 TROP.
64. ブリストル ボーファイター Mk.VI 夜間戦闘機
65. グロスター ミーティア F.1　+　V-1（フィーゼラ Fi103）
66. デ・ハビランド モスキート B Mk.IV /PR Mk.IV
67. ブリストル ボーファイター TF. Mk.X
68. フェアリー ソードフィッシュ Mk.I
69. フェアリー ソードフィッシュ用エッチング張線セット
70. ヴォート F4U-1A コルセア
71. フェアリー ソードフィッシュ Mk.I 水上機型
72. フェアリー ソードフィッシュ水上機用エッチング張線セット
73. ダグラス A-1J スカイレーダー アメリカ空軍
74. ドルニエ Do335A プファイル
75. デ・ハビランド モスキート NF Mk.XIII /Mk.XVII
76. ドルニエ Do335A-12 複座練習機型
77. リパブリック F-84G“サンダーバーズ”
78. 中島 夜間戦闘機 月光11型 後期生産型（J1N1-S）
79. フェアリー ソードフィッシュ Mk.I (クリヤーエディション)
80. ミグ15 (クリヤーエディション)
81. フォッケウルフ Fw190D-9 JV44
82. メッサーシュミット Me262A-2a ケッテンクラート牽引セット
83. グロスター ミーティア F.3
84. 中島 夜間戦闘機 月光11型 前期生産型（J1N1-S）
85. ヴォート F4U-1D コルセア モトタグ牽引セット
86. リパブリック P-47D サンダーボルト“レイザーバック”
87. メッサーシュミット Me262A-1a
88. ドルニエ Do335B-2 プファイル（重戦闘機型）
89. ノースアメリカン P-51D マスタング 第8空軍エース
90. リパブリック P-47D サンダーボルト“バブルトップ”
91. メッサーシュミット Me262A-1a (クリヤーエディション)
92. 百式司令部偵察機III型
93. 中島 夜間戦闘機 月光11型甲 （J1N1-Sa）
94. ブリュースター B-339 バッファロー 太平洋戦線
95. フォッケウルフ Fw190A-8/A-8 R2
96. リパブリック P-47M サンダーボルト
97. ハインケル He162A-2“サラマンダー”
98. ロッキード マーチン F-16CJ [ブロック50] ファイティング ファルコン
99. フェアリー ソードフィッシュ Mk.II
100. フィーゼラー Fi156C シュトルヒ
101. ロッキード マーチン F-16C [ブロック25/32] ファイティングファルコン アメリカ州空軍
102. F-16C [ブロック32/52]“サンダーバーズ”
103. 三菱 零式艦上戦闘機五二型/五二型甲
104. フォッケウルフ Fw190F-8/9 爆弾搭載セット
105. アブロ ランカスター B Mk.I /III
106. F-16C/N “アグレッサー/アドバーサリー”
107. アメリカ海軍航空隊パイロット・モトタグセット
108. 三菱 零式艦上戦闘機二二型/二二型甲
109. デヴォアティーヌ D.520 エース搭乗機（スタッフカー付き）
110. 一式陸上攻撃機11型 山本長官搭乗機（人形17体付き）
111. アブロ ランカスター B Mk.III スペシャル “ダムバスター”/B Mk.I スペシャル “グランドスラムボマー”
112. アブロ ランカスター B Mk.I/III
113. イリューシン IL-2 シュトルモビク
114. グラマン F-14A トムキャット
115. 川崎 三式戦闘機 飛燕 I型丁
116. 日本陸軍四式戦闘機 疾風 くろがね四起 情景セット
117. メッサーシュミット Bf109 G-6
118. グラマン F-14D トムキャット
119. スーパーマリン スピットファイア Mk.I
120. ロッキード P-38 F/G ライトニング
121. マクダネル・ダグラス F-4B ファントムII
122. グラマン F-14A トムキャット (後期型) 発艦セット
123. ロッキード P-38J ライトニング
124. ロッキード マーチン F-35A ライトニングII
125. ロッキード マーチン F-35B ライトニングII
126. グラマン FM-1 ワイルドキャット/マートレット Mk.V
127. ロッキード マーチン F-35C ライトニングII